# آرثر هاسي
آرثر هاسي (بالإنجليزية: Arthur Hussey)‏ هو لاعب غولف أمريكي، ولد في 5 مارس 1882 في توليدو في الولايات المتحدة، وتوفي بنفس المكان في 11 مايو 1915.

## وصلات خارجية
- آرثر هاسي على موقع اللجنة الأولمبية الدولية (الإنجليزية)
- آرثر هاسي على موقع أوليمبيديا (الإنجليزية)